# Jean Nicolet

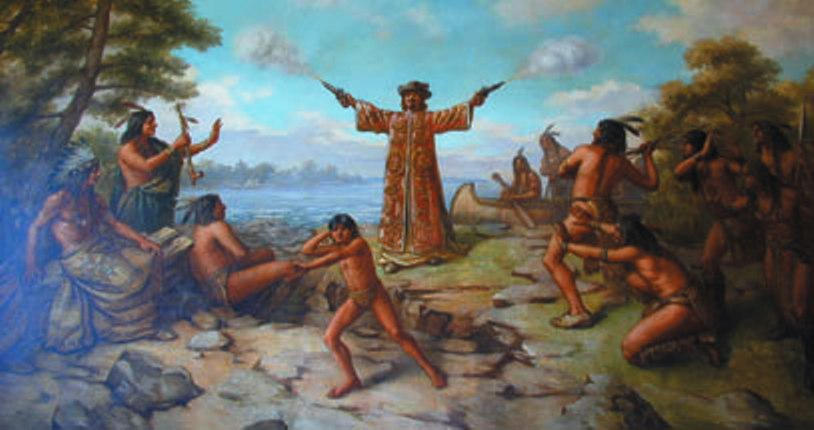
Jean Nicolets Landung in der Green Bay (Wisconsin); Gemälde aus dem Jahr 1910

Jean Nicolet (auch Nicollet; * um 1598 wahrscheinlich in Cherbourg, Frankreich; † 27. Oktober 1642 bei Sillery (Québec), Kanada) war ein französischer Entdecker.

## Leben
Nicolet war der erste Europäer, der den Michigansee entdeckte. Er erkundete auch das Gebiet, das heute den US-Staat Wisconsin bildet.
Nicolet, ein Anhänger des Ancien Régime, kam 1618 als Angestellter der Compagnie des Marchands, einer Handelsgesellschaft der französischen Aristokratie, nach Québec. Er wurde zu den Algonkin geschickt, um bei ihnen zu leben und deren Sprache zu erlernen. Die Algonkin waren mit den Franzosen befreundet und siedelten entlang der Pelzhandelsroute am Ottawa.
Ab 1620 lebte er am Lake Nipissing, wo er acht Jahre lang mit Nipissing-Indianern zusammenlebte. Er betrieb ein Geschäft und handelte mit verschiedenen indigenen Völkern.
Nachdem die Stadt Quebec am 19. Juli 1629 von den Engländern eingenommen worden war, zog er sich ins Huronenland zurück, von wo aus er pro-französische Interessen verfolgte, bis die französische Herrschaft über Quebec wiederhergestellt war.
1642 kam Nicolet auf tragische Weise ums Leben. Sein Boot geriet auf dem Sankt-Lorenz-Strom bei Sillery ins Strudeln und sank – Nicolet konnte nicht schwimmen. Seine Leiche wurde nicht gefunden.
Die Stadt Nicolet (Québec) in Kanada ist nach ihm benannt.

## Nachweise
1. ↑  Jean Hamelin: Nicollet de Belleborne, Jean. In: Dictionary of Canadian Biography. 24 Bände, 1966–2018. University of Toronto Press, Toronto (englisch, französisch).

| Personendaten    | Personendaten                |
| ---------------- | ---------------------------- |
| NAME             | Nicolet, Jean                |
| KURZBESCHREIBUNG | französischer Entdecker      |
| GEBURTSDATUM     | um 1598                      |
| GEBURTSORT       | Cherbourg, Frankreich        |
| STERBEDATUM      | 27. Oktober 1642             |
| STERBEORT        | bei Sillery (Québec), Kanada |